# APB Reloaded
APB Reloaded (All Points Bulletin) é um jogo para Microsoft Windows baseado em cenas urbanas e crime, onde o conflito é desenvolvido por dois grupos rivais: os Policiais e os criminosos. Os jogadores podem escolher entre tornarem-se Policiais ou Criminosos durante a criação do personagem, formando subgrupos em ambas as facções. A origem do nome APB vem de All-points bulletin , nome dado a uma transmissão por rádio emitida pela polícia americana, em que todos os carros recebem informações sobre suspeitos, foragidos e desaparecidos, geralmente criminosos de alta periculosidade, para que fiquem em alerta caso tenham novas informações sobre o criminoso em questão. 
No Brasil, o usuário deve criar uma conta no site brasileiro do game, que é distribuído, no país, pela Hoplon Infotainment. A versão Closed Beta do jogo começou no dia 22 de agosto de 2012, e o Open Beta está previsto para sair em XXXXX. XXXX dias depois, o jogo deve ser lançado em sua versão Gold, e será free-to-play.
Para poder jogar APB, o usuário deve ter uma conta gratuita na GamersFirst . Para criar uma deve-se visitar a página principal da GamersFirst  e preencher um formulário online. Assim que a conta for validada, o usuário será capaz de entrar no jogo com suas informações de conta.
No Brasil, o usuário deve criar uma conta no site da Hoplon Infotainment, empresa responsável pela distribuição do jogo em português. APB: Reloaded ainda está em closed beta nos servidores brasileiros, e a expectativa é que até o final de 2012 a versão gold já esteja no ar. O jogo também será free-to-play no país.
O design do jogo foi desenvolvido por David Jones, que contribuiu para o jogo Grand Theft Auto e  Crackdown, jogos desenvolvidos pela empresa Realtime Worlds . APB é considerado uma evolução do jogo Grand Theft Auto por muitos usuários.
Foi lançado primeiramente no dia 6 de Junho de 2010 na América do Norte, Europa e Reino Unido. Em 16 de setembro de 2010, cerca de três meses após o lançamento oficial do jogo, a Realtime Worlds já em dificuldades financeiras, oficialmente encerra os serviços de APB. No dia 11 de novembro de 2010, a empresa K2 Network comprou os direitos do jogo por £ 1,5 milhões e não havia previsão para o relançamento ou reativação dos servidores naquele momento. No dia 16 de novembro de 2010 a K2 Network, subsidiária da Reloaded Productions anunciou que APB seria relançado durante o primeiro semestre de 2011 como um jogo grátis para jogar. O jogo então foi renomeado para APB Reloaded.

## Jogabilidade
O jogo acontece no cenário da cidade fictícia de San Paro, onde Policiais e Criminosos estão constantemente em batalha. Os jogadores devem escolher de qual facção querem fazer parte durante a criação do personagem. Por enquanto é possível criar 2 personagens e optar por um servidor para cada personagem. APB oferece um alto nível de customização das características físicas do personagem, mas assim que o jogador finaliza a criação do personagem, só é possível modificá-lo no Distrito Social, pagando por tais ajustes com dinheiro do jogo, bagulho doido mesmo tio
As roupas do personagem também podem ser trocadas ou compradas no Distrito Social, no guarda-roupas pessoal. Conforme o personagem aumenta de nível e desbloqueia NPCs cumprindo missões, as opções para compra de roupas também aumentam. Assim acontece também com carros e armas, quanto maior o nível do personagem e quanto mais contatos (NPCs) ele tiver desbloqueado, mais opções de compra ele terá.
Atividades envolvendo missões, roubos e perseguições permitem ao jogador ganhar dinheiro de jogo, que pode ser usado para compra e melhoria de armas, veículos ou mudança no próprio visual. Por exemplo, os criminosos em jogo poderão roubar o comércio da cidade e o mecanismo do jogo enviará avisos aos policiais com as habilidades requisitadas para impedirem o roubo, prenderem ou até mesmo eliminar estes criminosos e recuperarem as mercadorias.
Os movimentos do personagem são controlados através do teclado do computador (wasd). O personagem também pode se agachar (c), correr (shift + wasd) e pular (barra de espaço).
Em combate, para atirar deve-se clicar com o botão esquerdo do mouse e para ativar a arma secundária, deve-se usar a barra de rolagem do mouse. Para recarregar a arma, deve-se pressionar a tecla R e para lançar granadas, tecla G. A câmera do jogo focaliza o personagem quase por inteiro, permitindo que ele possa observar o inimigo deslocando-se para a esquerda ou direita (botão direito do mouse + Q ou E) antes de atirar, assim como ter uma visão de 360 graus do cenário (movimentando o mouse). O jogador também pode utilizar o zoom para melhor mira do alvo, clicando o botão direito do mouse. Tecla Esc para abrir o menu principal e escolher ou ajustar outras opções disponíveis no jogo.
Há quatro distritos disponíveis no jogo, dentre os quais dois são destinados ao combate (Financial District e Waterfront District), um para iniciantes (Tutorial District) e um para a melhoria do personagem, armas e automóveis (Social District). Usuários também podem opcionalmente visitar a loja do jogo, na qual poderão comprar pacotes premium que oferecerão facilidades, itens e serviços não disponíveis normalmente para personagens com contas gratuitas.
Através da interface Groups & Friends pode-se facilmente adicionar amigos, criar um grupo para missões ou estabelecer um clã. Jogadores também tem a opção de escolher entre busca automática ou manual de grupo.
O jogador deve atingir diferentes objetivos para desbloquear a compra de armas. Isso pode ser conseguido através do cumprimento de certas missões e aumentando o nível de relacionamento com um contato ou organização. Os NPCs vendem armas e equipamentos, assim como melhorias para ambos, carros e roupas. Munição poderá ser encontrada a venda nas máquinas Joker, espalhadas nos 3 distritos. 
Jogadores não podem atirar em qualquer um, eles devem ser inimigos ou aliados entre si. Isto previne death matching  e griefing  (matar aleatoriamente somente para atrapalhar os outros jogadores).
Dependendo da facção escolhida, os jogadores obterão um nível de Prestígio (Policiais) ou de Notoriedade (Criminosos), que varia de 0 a 5. O nível aumentará de acordo com a performance do jogador, como por exemplo, matando oponentes, completando missões com sucesso ou realizando atividades pertencentes a sua facção. Para criminosos, isto inclui assaltar pedestres ou motoristas e para policiais, prender os criminosos impedindo suas ações. O nível diminuirá se o jogador impedir ou cessar as ações que favorecem sua facção. Por exemplo: matar companheiros do mesmo time, morrer em ação, etc.
•Nível 0: O jogador é livre para fazer o que quiser e não terá inimigos despachados contra eles.
•Nível 1: O jogador receberá pequenas recompensas com o cumprimento de missões e jogadores inimigos poderão ser despachados contra eles se houver testemunhas em certos atos cometidos.
•Nível 2: As recompensas aumentam um pouco e inimigos serão despachados contra ele em missões.
•Nível 3: As recompensas aumentam e inimigos serão despachados independentemente de suas ações.
•Nível 4: As recompensas aumentam subtancialmente e inimigos ainda serão despachados contra o jogador.
•Nível 5: O jogador estará carregando uma recompensa (Bounty ) pela sua captura. Isto significa que ele pode interagir com qualquer jogador do servidor, pode matar ou ser morto por qualquer um, seja ele criminoso ou policial. Ao menos que o jogador nível 5 seja um policial e for morto por criminal, o jogador receberá uma grande quantia de dinheiro de jogo e uma recompensa notória por ter conseguido o grande feito de matar um jogador de alto nível de ameaça, a não ser que o jogador for morto por um enforcer, onde o polícia que o matou pede prestígio e rank.Isto não se aplica se um criminal for morto por um criminal.
Em suma, um enforcer bounty, só é alvo de lucro se for criminals a executá-lo, ou contrário de um criminal bounty, qualquer criminal ou enforcer pode executá-lo que obtêm lucro ao matá-lo.

## Features
• Vá a San Paro e jogue em um mundo persistente como Justiceiro ou Criminoso.
• combates PvP radicais em uma metrópole viva.
• Personalização sem precedentes de personagem, roupas e veículos.
• 27 veículos exclusivos. De SUVs e carros de alta performance.
• Mais de 30 armas exclusivas, totalmente personalizáveis com um grande número de modificações.
• Centenas de itens de vestuário e diferentes emblemas que farão seu personagem único.
• Um estúdio de música completo onde é possível criar suas próprias músicas.

## Encerramento e relançamento
•16 de setembro de 2010: Realtime Worlds anuncia o encerramento de APB.
•17 de setembro de 2010: Servidores continuam a funcionar por mais alguns dias e surgem rumores de que a Epic Games, desenvolvedora do Unreal Engine, estava mostrando interesse nos direitos de propriedade intelectual de APB. 
•11 de novembro de 2010: A empresa K2 Network   compra os direitos do jogo por ₤ 1,5 milhões e não havia previsão para o relançamento ou reativação dos servidores naquele momento.
•24 de fevereiro de 2011: Convite à comunidade para a inscrição da versão closed beta  de APB foi publicado. Apenas alguns candidatos selecionados inicialmente receberiam uma beta key para o closed beta.
•4 de março de 2011: 5 000 beta keys são enviadas aos inscritos.
•15 de março de 2011: Mais 10 000 beta keys são enviadas aos inscritos para a terceira fase de testes do closed beta.
•21 de abril de 2011: APB Reloaded 1.5 inicia suas atividades e continuam a aceitar mais incrições para o closed beta.
•22/04/201: 35 000 beta keys extra são enviadas, totalizando quase 150 000 aplicantes.
•18 de maio de 2011: Início do open beta  sofre um adiamento de última hora por problemas técnicos.
•23 de maio de 2011: Início da versão open beta de APB.